# 新上五島町消防本部
新上五島町消防局（しんかみごとうちょうしょうぼうきょく）は、長崎県南松浦郡新上五島町の消防部局（消防本部）である。新上五島町消防署と併設されている。1消防本部・1消防署・1支署が置かれている。

## 所在地
- 857-4214 長崎県南松浦郡新上五島町七目郷902番1
  - 北緯32度58分40.6秒 東経129度5分50.6秒 / 北緯32.977944度 東経129.097389度座標: 北緯32度58分40.6秒 東経129度5分50.6秒 / 北緯32.977944度 東経129.097389度
  - 国道384号沿いにある。

## 管轄地
- 新上五島町全域（中通島・若松島）

## 沿革

### 昭和
- 1973年（昭和48年）4月 - 消防本部・消防署を置かなければならない市町村を定める政令に基づく自治省令告示。
- 1974年（昭和49年）4月 - 上五島地域広域市町村圏組合消防本部・消防署を開設。

### 平成
- 2003年（平成15年）4月 - 1本部・1署（救急分遣隊を含む）・1支署となる。
- 2004年（平成16年）8月1日 -南松浦郡5町（若松町、上五島町、新魚目町、有川町、奈良尾町）の5町が合併し、「新上五島町」となったことに伴い、新上五島町消防本部・新上五島町消防署と改称。

## 組織

### 消防本部
- 消防長
  - 次長
    - 総務課 - 企画情報班、庶務班
    - 予防課 - 予防班、危険物班
    - 警防課 - 警防班、救急救助班、通信指令班

### 新上五島町消防署
- 所在地 - 本部と併設。
- 消防署長
  - 副署長
    - 総務課 - 企画情報班、庶務班
    - 予防課 - 予防班、危険物班
    - 第1警防班・第1中隊 - 第1通信指令班、第1警防班・第1警防小隊、第1救急救助係・第1救急救助小隊
    - 第2警防班・第2中隊 - 第2通信指令班、第2警防班・第2警防小隊、第2救急救助係・第2救急救助小隊
    - 第3警防班・第3中隊 - 第3通信指令班、第3警防班・第3警防小隊、第3救急救助係・第3救急救助小隊

### 若松支署
- 所在地 - 長崎県南松浦郡新上五島町宿ノ浦郷209番8
- 第4中隊 - 消防班、第4警防救急班・第4警防救急小隊、第5警防救急班・第5警防救急小隊、第6警防救急班・第6警防救急小隊、

## 主力機械

### 消防本部・新上五島町消防署
- 調査広報車 - 予防査察、火災調査等に使用。車内にテーブルや照明などを備え、火災原因調査用の資機材を積載。
- 指令広報車 - 予防査察、火災調査、事務連絡等に使用。
- 防災指揮車 - 指揮本部車として活用。四輪駆動車で山火事等の悪路の走行が可能で、前部には電動のウインチを搭載。
- 救助工作車 - 照明装置の他、破壊器具などの救助資機材が積載され、救命策発射銃も備えている。
- 水槽付消防ポンプ自動車 - 0.6t水槽が積載されており、CAFSシステムにより、専用の薬剤を使用することで水を泡に変え放水することができ、前タンク車（2.0ｔ水槽）5台分の消火性能を有している。
- 消防ポンプ自動車（CD-Ⅱ型）-環境を汚染しないようにオイルが出ない無給油式の真空ポンプを使用。発泡器、チェンソーなどを積載。ホースカーは収納式になっている。
- 支援車 - 災害活動の後方支援及び救護活動のための支援車でエアーテント他救助用資器材を積載。
- 高規格救急自動車（救急車）- 心電図伝送装置や自動心マッサージ器搭載。
- 2B型救急自動車（救急車）- 防振ベッドを使用し傷病者に負担がかからないように工夫がなされている。自動心マッサージ器を搭載。

### 若松支署
- 指揮車 - 予防査察、火災調査、事務連絡等に使用。
- 水槽付消防ポンプ自動車 - 1.5t水槽が積載され、耐熱服、インパルス消火システム、エンジンカッターなどを積載。
- 消防ポンプ自動車（CD-Ⅱ型）- 環境を汚染しないようにオイルが出ない無給油式の真空ポンプを使用。インパルス消火銃、発泡器、チェンソー、エンジンカッターなどを積載。
- 高規格救急自動車（救急車）- 4WS装置がついており、後輪もハンドル操作によって左右に動くため、狭い道路でも楽に通行可能。
- 2B型救急自動車（救急車）- 防振ベッドを使用し傷病者に負担がかからないように工夫がなされている。自動心マッサージ器を搭載。